# Paket (nätverk)

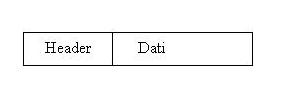
PDU_struktur

Ett paket inom nätverksteknik och datorkommunikation innehåller den information som ska överföras i nätet och är försedd med avsändar- och mottagaradress. Det kan jämföras med ett brev eller postpaket i den fysiska världen där innehållet är förpackat och adresser angivna så att brevbärarna kan hantera alla brev och paket på ett enhetligt sätt utan att behöva veta något om innehållet.
För att nätverkstrafiken ska flyta utan blockeringar, måste paketen vara små. Stora datamängder måste därför styckas upp i smådelar som läggs i var sitt paket. Det är det avsändande programmets ansvar att göra denna uppstyckning, och det mottagande programmets ansvar att efteråt pussla ihop bitarna på rätt sätt igen. I analogin med brev kan man säga att en bok som ska skickas måste delas upp i sidor som skickas i var sitt kuvert. För att mottagaren ska kunna sätta samman sidorna på rätt sätt, måste de vara numrerade. Det behöver dock inte brevbärarna bry sig om.
Paket är det centrala begreppet i både OSI-modellens och TCP/IP-protokollets nätverksskikt. De är gjorda för att kunna dirigeras fritt, det vill säga skickas vilken väg som helst genom nätet till mottagaren. Det kan mycket väl hända att paket som innehåller olika delar av samma informationsmängd kommer att ledas olika vägar i nätet för att undvika överbelastning på känsliga delsträckor.
Ett exempel på ett paketförmedlande (X.25) datanät är Datapak. Datapak marknadsförs av bland annat Telia och används till exempel för bankomater, kassasystem, företagsnät och telefonsystem.